# Condado de Villalón

Escudo del municipio de Villalón de Campos.

El condado de Villalón es un título nobiliario histórico creado en el siglo XVI a favor de Antonio Alonso Pimentel y Herrera de Velasco, VI conde y III duque de Benavente, VI conde de Mayorga. El título se otorgó a la familia Pimentel que eran señores juridiscionales de la villa.
Su denominación hace referencia al municipio de Villalón de Campos, provincia de Valladolid.

## Condes de Villalón
|                 | Titular                                            | Periodo   |
| --------------- | -------------------------------------------------- | --------- |
| I               | Antonio Alonso Pimentel y Herrera de Velasco       | ?-1574    |
| II              | Luis Alonso Pimentel Herrera y Enríquez de Velasco | 1574-1576 |
| III             | Juan Alonso Pimentel Herrera y Enríquez de Velasco | 1576-1621 |
| Título caducado |                                                    |           |

## Historia de los condes de Villalón
- Antonio Alonso Pimentel y Herrera de Velasco (f. en 1574), I conde de Villalón, VI conde y III duque de Benavente, VI conde de Mayorga (el V conde de Mayorga fue su hermano mayor Rodrigo, que murió sin sucesión).

1. Casó con María Luisa Enríquez, hija del I duque de Medina del Río Seco, posteriormente nombrado como duque de Medina de Rioseco. Le sucedió su hijo:

- Luis Alonso Pimentel Herrera y Enríquez de Velasco (f. en 1576), II conde de Villalón, VII conde y IV duque de Benavente, VII conde de Mayorga. Sin descendencia. Le sucedió su hermano:

- Juan Alonso Pimentel Herrera y Enríquez de Velasco (n. en 1621), III conde de Villalón, VIII conde y V duque de Benavente, VIII conde de Mayorga.

1. Casó con Catalina Fernández de Quiñones y Cortés de Zúñiga, VI condesa de Luna.
2. Casó con Mencía de Zúñiga y Requeséns.